# Orhan Veli Kanık

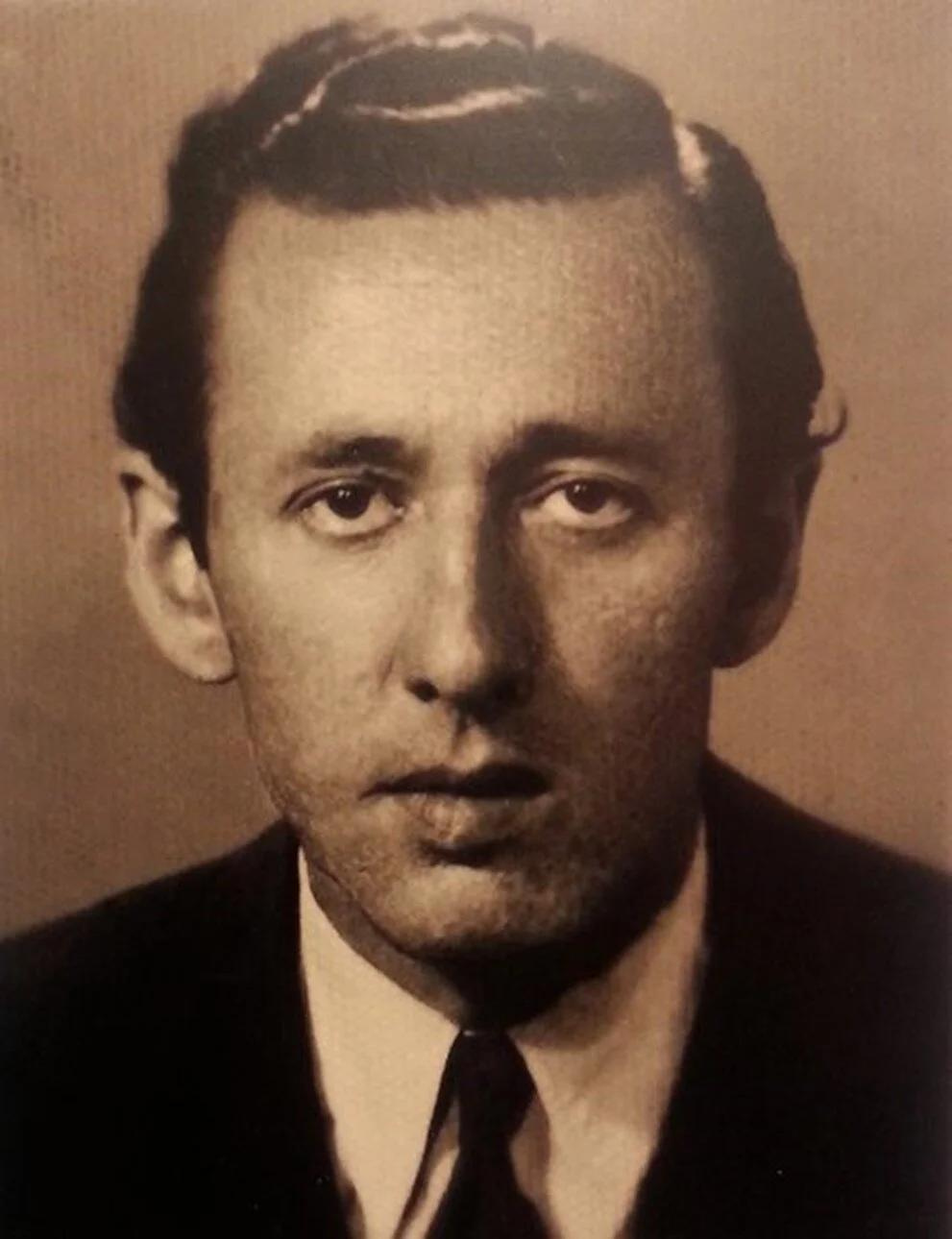
Orhan Veli Kanık

Orhan Veli Kanık född 13 april 1914 i Istanbul, Turkiet, död 14 november 1950, var en turkisk författare. Tillsammans med Oktay Rıfat och Melih Cevdet, grundade han  Garip-rörelsen.

## Biografi
Velis far var dirigent för en Symfoniorkester. Hans yngre bror, Adnan Veli, var en journalist vars memoarer om sitt liv i fängelse på politiska grunder, "Mahpushane Çeşmesi, gavs ut 1952. Veli studerade i Ankara innan han började läsa filosofi vid Istanbuls universitet. Han studerade där ett år innan han 1935 hoppade av studierna. Han arbetade först som posttjänsteman innan han anställdes vid undervisningsministeriet som översättare från franska mellan åren 1945 och 1947. Senare arbetade han som frilansande översättare och journalist. Han dog av hjärnblödning ett par dagar efter att i berusat tillstånd ha fallit på gatan.
Han är känd för att förespråka en lyrik utan överdrivna stilistiska element och adjektiv, och föredrar en stil som ligger närmare fri vers.

### Utgivet på svenska
- Jag lyssnar till Istanbul (tolkning av Anne-Marie Özkök och Lasse Söderberg/Lütfi Özkök, Ellerström, 1991)